# Qaracin
Les Qaracin (mongol : ᠬᠠᠷᠠᠴᠢᠨ, VPMC : qarachin, cyrillique : Харчин, MNS : Kharchin, translittération Lessing : Qaracin), sont un groupe oriental de Mongols, établi en Mongolie-Intérieure, dans l'actuel Bannière de Harqin, ville-préfecture de  Chifeng et dans le Xian autonome mongol gauche de Harqin situé dans la province du Liaoning voisine. La Mongolie (extérieure) en recensait 152 sur son territoire en 2010.

## Histoire
En 1628, ces Mongols sont parmi les premiers à s'allier aux Mandchous qui allaient devenir la future Dynastie Qing et gouverner la Chine impériale.
Ils s'établirent dans leur emplacement actuel vers 1635 dans ce qui était alors la ligue de Josutu divisé en bannière de gauche et de droite. Ils sont à partir de cette date gouvernés par des rois locaux (zh) (喀喇沁扎萨克杜棱郡王).

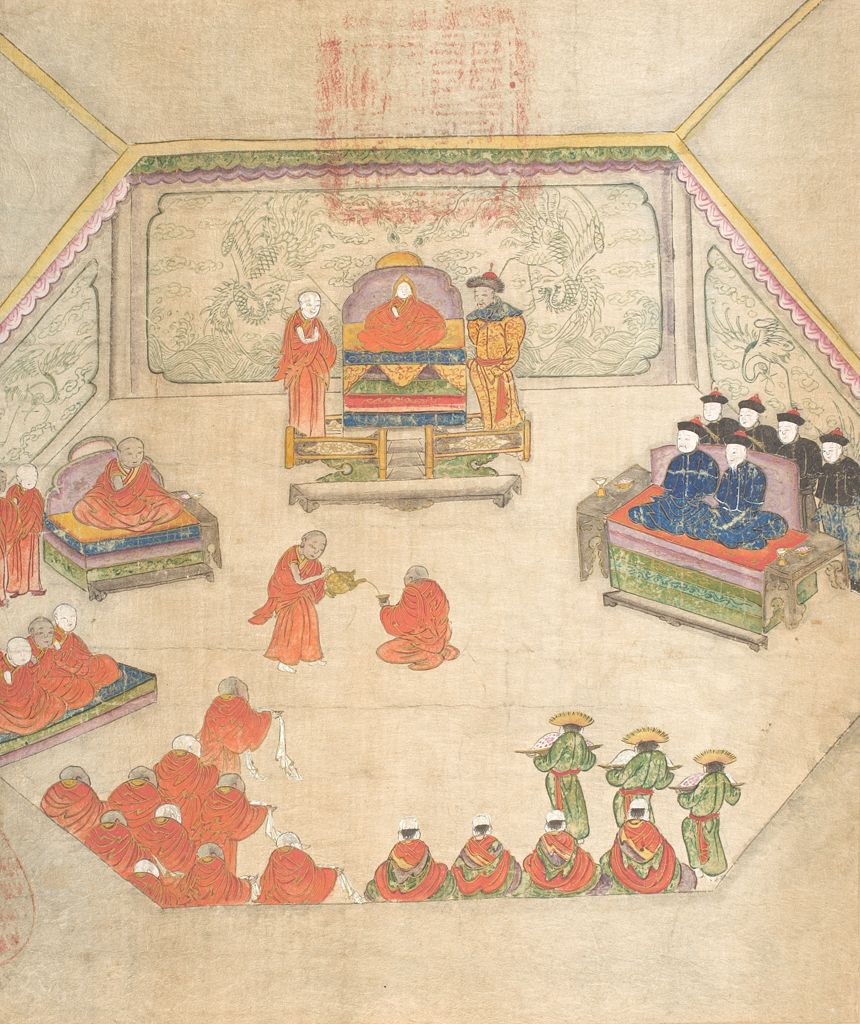
Manjubazar, en jaune, à droite de Lungtok Gyatso, lors de son intronisation à Lhassa

En 1705 la bannière du milieu est créé à partir du territoire des deux autres. Ils étaient alors établis sur un territoire qui s'étendait sur 280 km d’est en ouest et 250 km du Nord au Sud.
Le prince qaracin Manjubazar (mongol : ᠮᠠᠨᠵᠤᠪᠠᠵᠠᠷ, VPMC : Manjubajar, cyrillique : Манжбазар, MNS : manjbazar ; 满珠巴咱尔 / 滿珠巴咱爾, mǎnzhūbāzáněr, 1787 — 1828) fut chargé par l'empereur Jiaqing (règne, 1796 — 1820), en tant qu'ambassadeur, d'escorter Lungtok Gyatso, le IXe dalaï-lama jusqu'à Lhassa et de l'introniser en 1909.